# Lista de futebolistas não nascidos na Suíça convocados para a Seleção Suíça
Este artigo traz uma lista com os futebolistas que não nasceram na Suíça, mas foram convocados para a Seleção nacional.

## Nacionalidade por jogador
- Nota 1: A relação não inclui os jogadores descendentes de estrangeiros, mas que nasceram em território suíço.
- Nota 2: Em negrito, os jogadores em atividade pela Seleção Suíça.

### Argentina
- Néstor Subiat (15 jogos e 5 gols entre 1994 e 1996)[1]

### Áustria
- Bernt Haas (36 jogos e 3 gols entre 1996 e 2005)[2]

### Bósnia e Herzegovina
- Eldin Jakupović (1 jogo em 2008)[nota 1][3]

### Camarões
- Breel Embolo (73 jogos e 15 gols desde 2015)[4]
- François Moubandje (21 jogos entre 2014 e 2018)[5]
- Yvon Mvogo (10 jogos desde 2018)[6]
- Dimitri Oberlin (2 jogos em 2018)[7]

### Canadá
- Alain Rochat (1 jogo em 2005)[8]

### Cabo Verde
- Gelson Fernandes (67 jogos e 2 gols entre 2007 e 2018)[9]

### Colômbia
- Alessandro Frigerio (10 jogos e 1 gol entre 1932 e 1937)[10]
- Johan Vonlanthen (40 jogos e 7 gols entre 2004 e 2010)[11]

### República Democrática do Congo
- Badile Lubamba (2 jogos em 2000)[nota 2][12]
- Blaise Nkufo (34 jogos e 7 gols entre 2000 e 2010)[13]

### Inglaterra
- Kwadwo Duah (6 jogos e um gol desde 2024)[14]
- Scott Sutter (2 jogos em 2010)[15]

### França
- Norbert Eschmann (15 jogos e 3 gols entre 1956 e 1964)[16]
- Jacques Fatton (53 jogos e 29 gols entre 1946 e 1955)[17]
- Roberto Frigerio (1 jogo em 1967)[18]
- Christophe Ohrel (56 jogos e 6 gols entre 1991 e 1997)[19]

### Alemanha
- Alfred Bickel (71 jogos e 15 gols entre 1936 e 1954)[20]
- Hans-Peter Friedländer (22 jogos e 12 gols entre 1942 e 1952)[21]
- Timm Klose (17 jogos entre 2011 e 2018)[22][23]
- Kurt Pichler (5 jogos entre 1923 e 1928)[24]

### Indonésia
- Law Adam (1 jogo em 1929)[carece de fontes?]

### Irão
- Hossein Ali Khan-Sardar (1 jogo em 1920)

### Itália
- Serge Trinchero (20 jogos e 2 gols entre 1974 e 1978)[25]

### Costa do Marfim
- Johan Djourou (76 jogos e 2 gols entre 2006 e 2018)[26]

### Kosovo
- Almen Abdi (6 jogos entre 2008 e 2009)[27]
- Valon Behrami (83 jogos e 2 gols entre 2005 e 2018)[28]
- Albert Bunjaku (6 jogos entre 2009 e 2011)[nota 3][29][30]
- Beg Ferati (1 jogo em 2011)[31]
- Milaim Rama (7 jogos entre 2003 e 2004)[32]
- Xherdan Shaqiri (125 jogos e 32 gols entre 2010 e 2024)[33]

### Nigéria
- Innocent Emeghara (9 jogos entre 2011 e 2013)[34]

### Macedônia do Norte
- Blerim Džemaili (69 jogos e 10 gols entre 2006 e 2018)[35]
- Admir Mehmedi (76 jogos e 10 gols entre 2011 e 2021)[36]

### Portugal
- Ulisses Garcia (10 jogos desde 2021)

### Roménia
- Ernst Lörtscher (21 jogos entre 1934 e 1938)[37]

### Rússia
- Eugen Walaschek (26 jogos e 4 gols entre 1937 e 1945)[38]

### Espanha
- Adolphe Mengotti (1 jogo em 1924)[39]

### Uruguai
- Matías Vitkieviez (1 jogo em 2012)[40]